# Liste der Direktoren des Physikalischen Instituts bzw. des I. Physikalischen Instituts der Gießener Universität
Die folgenden Personen waren Direktoren des Physikalischen Instituts der Gießener Universität bzw. nach Gründung weiterer Institute Direktoren des I. Physikalischen Instituts der Justus-Liebig-Universität Gießen.
| Name                   | Amtsantritt |
| Johann Heinrich Buff   | 1838        |
| Wilhelm Conrad Röntgen | 1879        |
| Franz Himstedt         | 1889        |
| Otto Wiener            | 1895        |
| Wilhelm Wien           | 1899        |
| Paul Drude             | 1900        |
| Walter König           | 1905        |
| Walther Bothe          | 1930        |
| Christian Gerthsen     | 1932        |
| Wilhelm Hanle          | 1941        |
| Arthur Scharmann       | 1969        |
| Bruno K. Meyer         | 1996        |
| Martin Eickhoff        | 2015        |
| Peter J. Klar          | 2016        |